# Копичай, Иван Васильевич
Иван Васильевич Копичай (24 апреля 1937 — 7 августа 2009) — генеральный директор товарищества «Дружба», Днепропетровская область, Герой Украины (2002).

## Биография
Родился 24 мая 1937 года в с. Заречное, Покровского района Днепропетровской области в семье колхозников. Отец — Василий Никитич — тоже был председателем колхоза в Покровском районе.
Окончил Днепропетровский сельскохозяйственный институт, агрономический факультет.

### Деятельность
- 1951−1953 — работал в колхозе, прицепщик Мечетненской машинно-тракторной станции.
- 10.1953−04.1954 — учащийся Межевского СПТУ № 6.
- 04.1954−04.1961 — механизатор Мечетненской машинно-тракторной станции.
- 04.−12.1961 — бригадир тракторной бригады; в 12.1961−09.1964 — бригадир комплексной бригады колхоза им. Кирова.
- 09.1964−08.1967 — слушатель Кировоградской советско-партийной школы.
- 08.1967−06.1971 — главный агроном, заместитель председателя колхоза.
- 06.−12.1971 — председатель Романковского сельского совета.
- 12.1971−12.1999 — председатель колхоза «Дружба» (с. Орлы Покровского района Днепропетровской области).
- С 12.1999 — генеральный директор ООО «Дружба».[1]

Похоронен в Покровском районе (Днепропетровская область).

## Награды и отличия
- Герой Украины (с вручением ордена Державы, 15 марта 2002 — за выдающиеся личные заслуги перед Украинским государством в развитии сельского хозяйства, внедрения современных форм хозяйствования).
- Дважды награждён орденом Трудового Красного Знамени.
- Награждён медалью «Ветеран труда».